# 서귀포기적의도서관
서귀포기적의도서관은 제주특별자치도 서귀포시 소재의 어린이 도서관이다.

## 연혁
- 2004년 5월 5일 기적의도서관 개관
- 2006년 7월 1일 명칭변경(제주특별자치도)
- 2006년 10월 9일 조직개편(사업운영본부 문화체육사업동부도서관운영사무소)
- 2007년 1월 8일 조직개편(서귀포시도서관운영사무소)
- 2007년 8월 16일 조직개편(서귀포시 주민생활지원국 문화예술과)
- 2008년 3월 5일 조직개편(서귀포시 주민생활지원국 도서관운영사무소)

## 시설현황
- 2층: 열람실, 멀티미디어코너 등
- 1층: 열람실, 시청각실, 영유아실, 다목적실, 휴게실, 사무실 등

## 이용 안내
이용 시간
- 매일 09:00~18:00

휴관일
- 매주 월요일
- 설 연휴
- 추석 연휴
- 12월 31일
- 1월 1일